# Dicranoptycha germana
Dicranoptycha germana là một loài ruồi trong họ Limoniidae. Chúng phân bố ở miền Tân bắc.